# Vzpírání na Letních olympijských hrách 2008 – muži do 56 kg
Vzpěrači do 56 kg soutěžili na Letních olympijských hrách 2008 10. srpna 2008. V kategorii startovalo 19 závodníků ze 16 zemí. Soutěž dokončilo a klasifikováno bylo 15 z nich. Vítězem se stal sedmnáctiletý Číňan Lung Čching-čchüan. Úřadující mistr světa, Korejec Ča Kum-čol, skončil až pátý, i když předvedl stejný výkon jako v loňském roce.

## Program
Pozn.: Pekingského času (UTC+8)
| Datum                  | Čas         | Skupina |
| ---------------------- | ----------- | ------- |
| Neděle, 10. srpna 2008 | 10:00–12:00 | B       |
| Neděle, 10. srpna 2008 | 19:00–21:00 | A       |

## Přehled rekordů
Pozn.: Platné před začátkem soutěže
| Druh rekordu              | Disciplína | Držitel          | Výkon  |
| ------------------------- | ---------- | ---------------- | ------ |
| Světové rekordy           | Trh        | Halil Mutlu      | 138 kg |
| Světové rekordy           | Nadhoz     | Halil Mutlu      | 168 kg |
| Světové rekordy           | Dvojboj    | Halil Mutlu      | 305 kg |
| Olympijské rekordy        | Trh        | Halil Mutlu      | 137 kg |
| Olympijské rekordy        | Nadhoz     | Halil Mutlu      | 167 kg |
| Olympijské rekordy        | Dvojboj    | Halil Mutlu      | 305 kg |
| Světové juniorské rekordy | Trh        | Li Čeng          | 131 kg |
| Světové juniorské rekordy | Nadhoz     | Wu Wen-siung     | 165 kg |
| Světové juniorské rekordy | Dvojboj    | Čang Siang-siang | 287 kg |

## Výsledky
| Poř. | Závodník                   | Stát          | Těl. hm. [kg] |       | Trh [kg] | Trh [kg] | Trh [kg] |       | Nadhoz [kg] | Nadhoz [kg] | Nadhoz [kg] |  | Výsledek [kg] |
| ---- | -------------------------- | ------------- | ------------- | ----- | -------- | -------- | -------- | ----- | ----------- | ----------- | ----------- |  | ------------- |
| Poř. | Závodník                   | Stát          | Těl. hm. [kg] | 1. p. | 2. p.    | 3. p.    | 1. p.    | 2. p. | 3. p.       |             |             |  | Výsledek [kg] |
| 1.   | Lung Čching-čchüan         | Čína          | 55,37         |       | 125      | 130      | 132      |       | 155         | 160         | 164         |  | 292           |
| 2.   | Hoàng Anh Tuấn             | Vietnam       | 55,97         |       | 126      | 130      | 130      |       | 155         | 160         | 160         |  | 290           |
| 3.   | Eko Yuli Irawan            | Indonésie     | 55,91         |       | 125      | 130      | 130      |       | 152         | 158         | 158         |  | 288           |
| 4.   | Jang Ťing-i                | Tchaj-wan     | 55,43         |       | 125      | 128      | 128      |       | 154         | 157         | 160         |  | 285           |
| 5.   | Ča Kum-čol [zápis?]        | Severní Korea | 55,85         |       | 128      | 128      | 128      |       | 155         | 155         | 160         |  | 283           |
| 6.   | Sergio Álvarez             | Kuba          | 55,67         |       | 120      | 120      | 125      |       | 152         | 161         | 166         |  | 272           |
| 7.   | Wang Sin-jüan              | Tchaj-wan     | 55,53         |       | 115      | 115      | 120      |       | 146         | 150         | 150         |  | 265           |
| 8.   | Amirul Hamizan Ibrahim     | Malajsie      | 55,77         |       | 116      | 121      | 123      |       | 144         | 144         | 148         |  | 265           |
| 9.   | Masaharu Jamada            | Japonsko      | 55,84         |       | 103      | 103      | 106      |       | 142         | 147         | 153         |  | 259           |
| 10.  | Pongsak Maneetong [zápis?] | Thajsko       | 55,64         |       | 112      | 116      | 120      |       | 142         | 146         | 146         |  | 258           |
| 11.  | Jasunobu Sekikawa          | Japonsko      | 55,79         |       | 108      | 112      | 114      |       | 138         | 142         | 142         |  | 256           |
| 12.  | Sergio Rada                | Kolumbie      | 55,74         |       | 107      | 112      | 112      |       | 135         | 140         | 142         |  | 252           |
| 13.  | Tom Goegebuer              | Belgie        | 55,94         |       | 109      | 112      | 114      |       | 132         | 135         | 137         |  | 251           |
| 14.  | Vito Dellino               | Itálie        | 55,99         |       | 102      | 107      | 110      |       | 132         | 137         | 140         |  | 247           |
| 15.  | Igor Grabucea              | Moldavsko     | 55,63         |       | 105      | 109      | 112      |       | 130         | 130         | 135         |  | 239           |
|      | Ri Kjong-sok [zápis?]      | Severní Korea | 55,82         |       | 122      | 122      | 122      |       |             |             |             |  |               |
|      | Khalil Al Maaoui [zápis?]  | Tunisko       | 55,87         |       | 123      | 126      | 130      |       | 142         | 142         | 142         |  |               |
|      | Vital Dzerbjanjou          | Bělorusko     | 55,88         |       | 120      | 125      | 127      |       | 140         | 140         | 140         |  |               |
|      | Sedat Artuç                | Turecko       | 55,98         |       | 115      | 115      | 115      |       |             |             |             |  |               |
|      | Mubarak Kivumbi            | Uganda        |               |       |          |          |          |       |             |             |             |  |               |

## Nově stanovené rekordy
| Druh rekordu              | Disciplína | Držitel            | Výkon  |
| ------------------------- | ---------- | ------------------ | ------ |
| Světové juniorské rekordy | Trh        | Lung Čching-čchüan | 132 kg |
| Světové juniorské rekordy | Dvojboj    | Lung Čching-čchüan | 292 kg |